# Farní sbor Českobratrské církve evangelické v Jilemnici
Farní sbor Českobratrské církve evangelické v Jilemnici je sborem Českobratrské církve evangelické v Jilemnici. Sbor spadá pod Liberecký seniorát.
Sbor není obsazen farářem, administruje Jiří Weinfurter z Křížlic, kurátorkou sboru je Pavla Zemánková.

## Historie sboru
Evangelické společenství v Krkonoších se ustavuje teprve v závěru 19. století. V roce 1874 vzniká kazatelská stanice tolerančního luterského sboru v Křížlicích.
V roce 1918 se jilemnická kazatelská stanice stává součástí evangelického sboru ve Valteřicích. Valteřičtí faráři zde působí až do německé okupace v roce 1938. V té době byly Valteřice i Křížlice přičleněny k německé říši, zatímco Jilemnice zůstává na území republiky a později protektorátu.
V tomto období nastupuje v Jilemnici do služby vikář Josef Hlaváč a od roku 1941 vede zdejší sbor farář Josef Veselý. Protože válkou byly přerušeny i plány na stavbu vlastního kostela a fary, scházejí se členové sboru k bohoslužbám ve školách. Biblické hodiny a další setkání se konají v bytě duchovního.
V roce 1945 je filiální sbor v Jilemnici prohlášen za samostatný sbor farní. Členové sboru zahajují stavbu sborového domu a po mnoha restrikcích ze strany komunistických úřadů a několikerém zastavení prací dokončují stavbu v roce 1950. Pod vedením faráře Veselého pak sbor prochází léty padesátými i časem normalizace. Bývalý fatář Veselý popisuje místní sbor jako „malý sbor evangelíků, kteří přišli z hor a usadili se jako řemeslníci nebo obchodníci v Jilemnici“.
V roce 1981 začíná ve sboru působit vikář Petr Hudec. Ve svobodných poměrech po roce 1989 se manželům Hudcovým daří nebývale rozvinout zejména práci s dětmi a mládeží. Roku 1998 odcházejí na nové působiště a v uprázdněných sborech Jilemnice a Křížlice nastupují do kazatelské služby Martin a Gabriela Horákovi, za jejich 13leté působení ve sboru úspěšně navazují na předchozí aktivity.

## Faráři sboru
- Josef Hlaváč (1940 - 1941)
- ThDr. Josef Veselý (1942 - 1980)
- Jaroslav Nečas (administrátor) (1980–1981)
- Petr Hudec (1981–1998)
- Martin Horák (1998–2011)
- Jakub Hála (2012)